# 大蛇が村にやってきた
大蛇が村にやってきた（だいじゃがむらにやってきた）は吉本興業東京本社（東京吉本、厳密には子会社のよしもとクリエイティブ・エージェンシー）所属のお笑いコンビ。
東京NSC7期生出身、同期にはもう中学生などがいる。NSC時代は7期で唯一の選抜クラスだった。2012年11月、富山の第46回衆議院議員総選挙出馬により解散。

## メンバー
- 富山 泰庸（とみやま よしのぶ、1971年3月16日 - ）

ツッコミ担当。立ち位置は右側。
大阪府出身。身長167cm、体重64kg、血液型AB型。
夕陽丘高等学校、ボストン大学を卒業後、オックスフォード大学大学院を卒業。その後ペンシルベニア大学の大学院で学んだという高学歴芸人として知られる。芸人とは別に副業で輸入コンサルタントの会社「ギャモン」を経営していたことがある。海外出張も多く、年収2,500万円を稼いだこともあった。
2003年7月、（株）アベブ（人材派遣会社）取締役就任。2006年6月に活動団体ロッツ（Liberate your Own TalentS）を設立、20代〜30代をターゲットに独立企業を勧める講演開始。参加費を環境・福祉・児童教育などに献金及び直接活動に回した（東京を中心に愛知、富山、京都、大阪などで活動）。2008年12月、（株）バーチャルコーポレーション環境ビジネスのグローバル展開のため、代表取締役就任。また2011年3月11日の東日本大震災を機に災害支援団体・ロッツを結成。2011年7月には陸前高田市で薬局の運営会社を設立した。
日本維新の会候補として2012年の衆院選で神奈川16区より出馬したが、落選した。
日本維新の会公認で第23回参議院議員通常選挙に比例代表から立候補したが、落選した。
- 安井 章二（やすい しょうじ、1970年10月6日 - ）

ボケ担当。立ち位置は左側。
大阪府出身。身長170cm、体重64kg、血液型はA型。
パンツ安井の別名があり、重ね着したブリーフを一枚ずつ脱いで「パンツ〜、俺のパンツ〜」などと歌い、ブリーフを足で蹴り上げて顔にかぶるなどして色々な物や動物などを表現するという芸を持つ。この芸は100以上のレパートリーがあり、安井が自分で白以外の色に染色することもあるという。
夕陽丘高等学校、甲南大学経営学部卒業。卒業後はワキタに勤務していた。

## 出演
- あらびき団（TBSテレビ、2008年4月30日）（第26回） 初出演
- 音笑!MMM（日本テレビ、2008年11月18日）
- ヨシモト∞
- くるくるドカン〜新しい波を探して〜（フジテレビ）
- ありえへん∞世界（テレビ東京、2009年1月14日） 富山のみ
- 熱血!平成教育学院2時間SP（フジテレビ、2009年4月12日） 富山のみ
- 奇跡体験!アンビリバボー（フジテレビ、2009年5月28日） 富山のみ
- 芸人報道（日本テレビ、2010年4月19日）
- アイデア買い取り宣言!ブラマヨの黄金ロイヤリティ（関西テレビ、2011年1月2日）